# Liubavitxi
Liubavitxi (rus: Любавичи; jiddisch: ליובאוויטש, Lyubavitsh; polonès: Lubawicze; belarús: Любаві́чы) és una localitat rural (un llogaret) situada en el raion de Rúdnia, a l'óblast de Smolensk, a Rússia.

## Història
El poble havia format part de la Confederació de Polònia i Lituània des d'almenys 1654. En 1784, va ser esmentat com una petita ciutat, llavors una possessió de la família Lubomirski. Després de la partició de Polònia, el poble va ser annexionat per l'Imperi Rus. Durant la Invasió francesa de Rússia en 1812, el poble va ser ocupat per les tropes napoleòniques durant dues setmanes.
En els dies de l'Imperi Rus, el poble era un llogaret de la governació de Moguilev. En 1857, tenia una població de 2.500 habitants. Segons una altra font d'aproximadament l'any 1880, un total de 1.516 habitants (978 d'ells jueus) van ser reportats allí. El poble tenia 313 cases, dues esglésies ortodoxes russes i dues sinagogues, cases d'oració jueves.
A la fi del segle xix i principis del segle xx, el major mercat de la governació de Moguilev, amb una facturació de més de 1,5 milions de rubles, es va celebrar a Lyubavichi. Durant la Primera Guerra Mundial, els líders hassídics van abandonar Lyubavichi. La població jueva del llogaret va minvar gradualment i es va secularitzar sota la pressió del govern comunista.
Durant la Segona Guerra Mundial, el 4 de novembre de 1941, els nazis i els seus col·laboradors van massacrar a 483 jueus locals. Això va tenir lloc en el període quan els nazis estaven envaint la Unió Soviètica. El llogaret és conegut en el món per ser l'antiga seu de la dinastia hassídica Habad Lubavitx.